# 棒头草
棒头草（学名：Polypogon fugax），为禾本科棒头草属下的一个植物种。